# 1388 아프로디테

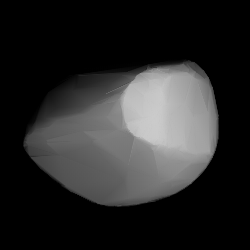

1388 아프로디테(1388 Aphrodite)는 소행성대의 소행성이다. 외젠 조제프 델포르테에 의해 발견되었다. 그리스 신화의 여신 아프로디테에서 명명되었다.